# Bamazomus milloti
Bamazomus milloti är en spindeldjursart som först beskrevs av Lawrence 1969.  Bamazomus milloti ingår i släktet Bamazomus och familjen Hubbardiidae. Inga underarter finns listade.